# Alakšmi
U hinduističkoj mitologiji, Alakšmi (sanskrt अलक्ष्मी, eng. Alakshmi) božica je nesreće te suprotnost velike božice Lakšmi, koja donosi obilje. Alakšmino je ime negacija Lakšminog imena (a = „ne/nije”). Alakšmi je opisana kao žena koja jaše magarca te ima zube bika, ali nije spomenuta imenom u ranoj hinduističkoj literaturi. Njezina su druga imena Kalahapriya i Daridara.
Alakšmi je družica demona Kalija te je povezana s božicom imena Nirṛti.
Smatra se da Alakšmi donosi nesreću i ljubomoru u svaku kuću u koju uđe, dok Lakšmi donosi dobre i lijepe stvari.